# Nemoria venezuelae
Nemoria venezuelae là một loài bướm đêm trong họ Geometridae.